# Парк XVIII століття (Жовківський район)
Парк XVIII ст. — парк-пам'ятка садово-паркового мистецтва місцевого значення в Україні. Розташований у межах Жовківського району Львівської області, в західній частині села Надичі. 
Площа 3,5 га. Статус надано згідно з рішенням виконкому Львівської обласної ради від 9 жовтня 1984 року № 495. Перебуває у віданні: Надичівська сільська рада. 
Статус надано для збереження парку, закладеного у XVIII ст. 